# プファルツ城

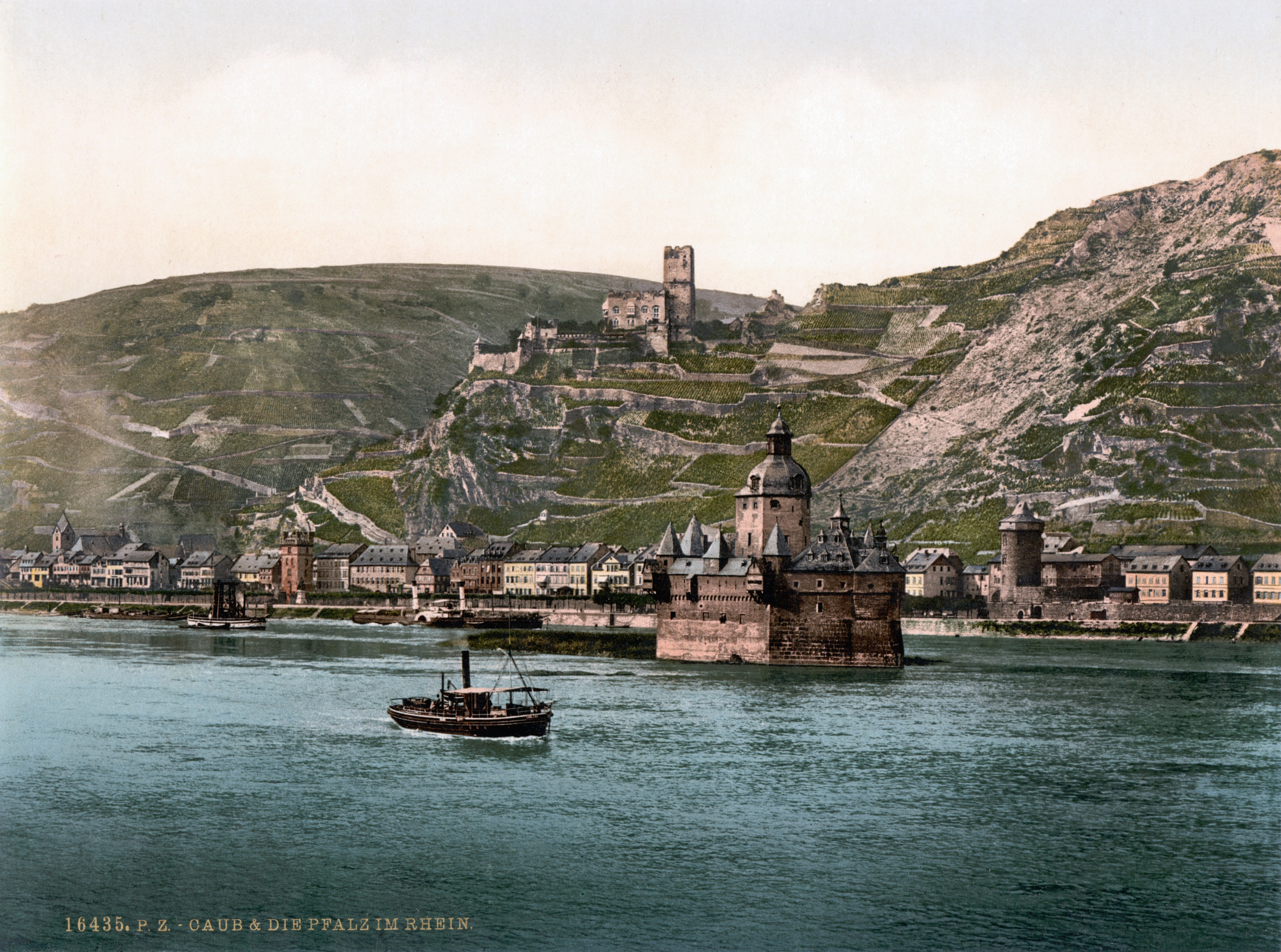
プファルツ城

プファルツ城またはファルツ城（Pfalzgrafenstein）は、ドイツ連邦共和国西部、ラインラント＝プファルツ州カウプにある古城。

## 歴史
1327年、神聖ローマ皇帝ルートヴィヒ4世がライン川の通行税徴収のため、税関施設として中州に建設した。その後、ライン宮中伯（プファルツ選帝侯）の所有となった。

## 参考資料
- J・E・カウフマン、H・W・カウフマン共著、ロバート・M・ジャーガ絵、中島智訳「中世ヨーロッパの城塞 攻防戦の舞台となった中世の城塞、要塞および城壁都市」マール社